# Ha Ha Clinton-Dix
Ha’Sean Treshon „Ha Ha“ Clinton-Dix (* 21. Dezember 1992 in Orlando, Florida) ist ein ehemaliger US-amerikanischer American-Football-Spieler auf der Position des Free Safety. Er spielte in der National Football League (NFL) für die Green Bay Packers, die Washington Redskins, die Chicago Bears und die Las Vegas Raiders. Clinton-Dix wurde in der ersten Runde des NFL Drafts 2014 ausgewählt. Er spielte College Football für die Alabama Crimson Tide.
Vor dem Draft wurde er von vielen Experten als einer der besten zur Wahl stehenden Safetys gesehen.
Am 30. Oktober 2018 wurde er für einen Viertrundenpick im NFL Draft 2019 von den Green Bay Packers zu den Washington Redskins getauscht. Nur wenige Monate später, am 14. März 2019, wechselte Clinton-Dix zu den Chicago Bears. Dort unterzeichnete er einen Einjahresvertrag über 3,5 Millionen US-Dollar.
Im März 2020 wechselte er zu den Dallas Cowboys, die seit dieser Saison von seinem ehemaligen Head Coach bei den Packers, Mike McCarthy, trainiert wurden. Am 3. September wurde Clinton-Dix von den Dallas Cowboys entlassen.
Am 12. August 2021 nahmen die San Francisco 49ers Clinton-Dix unter Vertrag, entließen ihn allerdings am 31. August im Rahmen der finalen Kaderverkleinerung wieder. Am 15. September 2021 verpflichteten die Raiders ihn für ihren Practice Squad. Am 8. Dezember wurde er von den Raiders entlassen. Daraufhin wurde er von den Denver Broncos am 15. Dezember in das Practice Squad aufgenommen.
Am 30. Dezember 2022 beendete Clinton-Dix seine Karriere mit einem symbolischen Vertrag bei den Green Bay Packers für einen Tag, nachdem er zuvor in der Saison 2022 nicht gespielt hatte. Anschließend schloss er sich dem Trainerstab der Alabama Crimson Tide an.